# Pacov

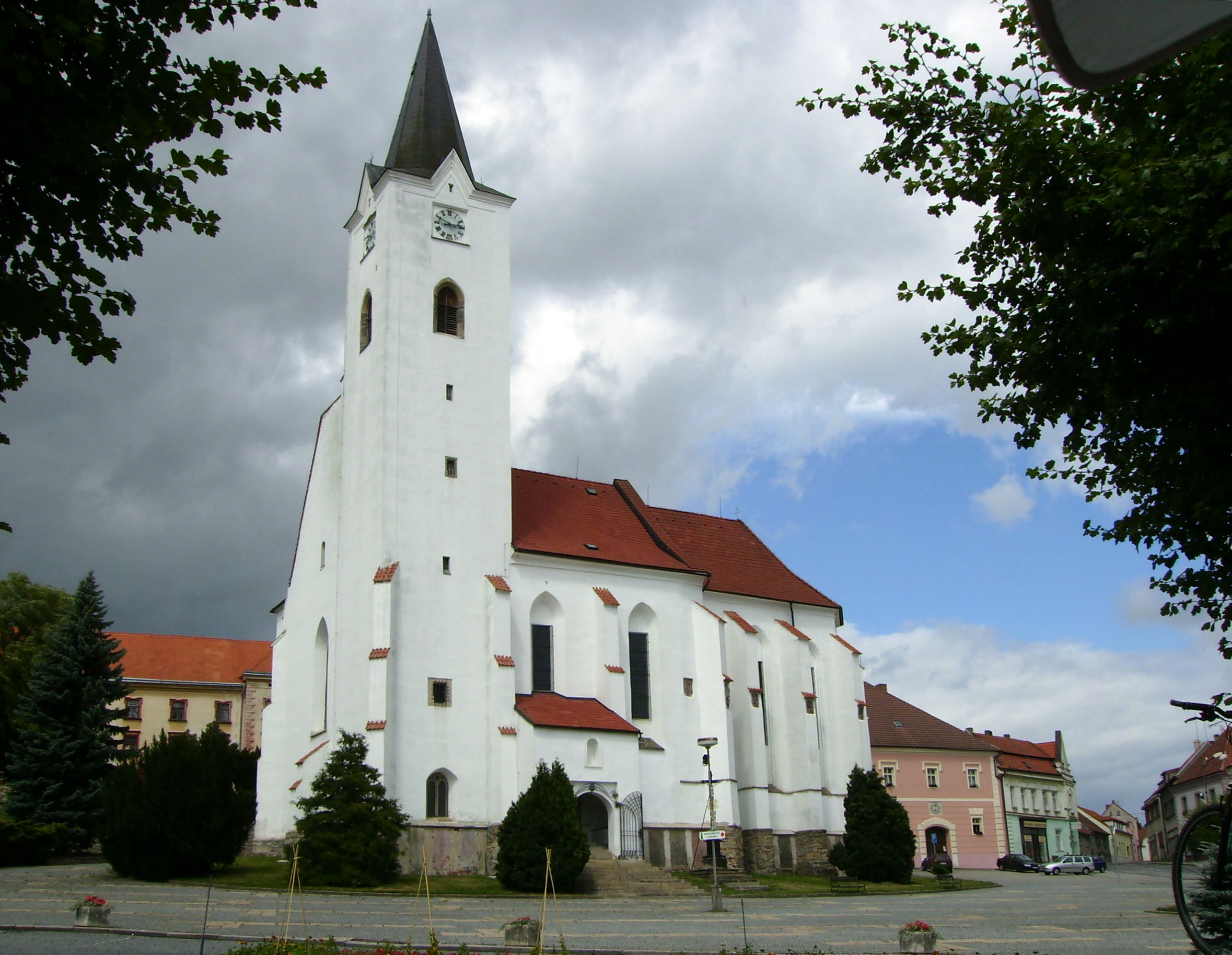

Pacov (niem. Patzau) − miasto w Czechach, w kraju Wysoczyna.
Według danych z 31 grudnia 2003 powierzchnia miasta wynosiła 3 586 ha, a liczba jego mieszkańców 5 145 osób.
W miejscowości jest stacja kolejowa Pacov.

## Demografia
| Rok             | 1970  | 1980  | 1991  | 2001  | 2003  | 2014  |
| --------------- | ----- | ----- | ----- | ----- | ----- | ----- |
| Liczba ludności | 4 577 | 5 180 | 5 201 | 5 232 | 5 145 | 4 889 |

Źródło: Czeski Urząd Statystyczny